# Bostra submutica
Bostra submutica är en insektsart som beskrevs av Ludwig Redtenbacher 1908. Bostra submutica ingår i släktet Bostra och familjen Diapheromeridae. Inga underarter finns listade.